# Hladno pivo
Hladno pivo, včasih okrajšano HP, je hrvaška punk skupina iz Zagreba, ustanovljena leta 1988.
Člani so se spoznali v srednji šoli v zagrebškem predmestju Gajnice. V začetku so preigravali skladbe tujih punk in hard rock skupin, po vojaški obveznosti v JLA pa so ustvarili prvi resen demo posnetek, na njem so bile zgodnje skladbe, kot so »Pjevajte nešto ljubavno«, »Marginalci«, »Bubašvabe«, »Trening za umiranje« in »Dobro veče«. Kmalu po tistem je nastal tudi prvi album z naslovom Džinovski, za katerega so prejeli hrvaško glasbeno nagrado porin.
Igrajo punk in v kasnejšem času tudi nekoliko mehkejši rock, besedila pa so humorna in družbenokritična. Leta 2003 so prejeli priznanje Hrvaškega helsinškega odbora za medijske dosežke pri opozarjanju na problematiko človekovih pravic.

## Diskografija

### Studijski albumi
- Džinovski (1993)
- G.A.D. (1995)
- Desetka (1997)
- Pobjeda (1999)
- Šamar (2003)
- Knjiga žalbe (2007)
- Svijet glamura (2011)
- Dani zatvorenih vrata (2015)

### Koncertni albumi
- Uživo prije Ramonesa `94 (1994)
- Istočno od Gajnica (2000)
- Evo vam Džinovski (2014)

### DVD
- Pun(k)ondom spo(r)tova (2004)
- Knjiga postanka (2009)